# Lijst van rijksmonumenten op Begraafplaats Kleverlaan
De Begraafplaats Kleverlaan in de stad Haarlem telt 15 inschrijvingen in het rijksmonumentenregister. Hieronder een compleet overzicht van de rijksmonumenten op begraafplaats Kleverlaan.
| Object                                                 | Oorspronkelijke functie?  | Bouwjaar  | Architect                               | Locatie                                                             | Coördinaten?                  | Nr.?   | Afbeelding                                             |
| ------------------------------------------------------ | ------------------------- | --------- | --------------------------------------- | ------------------------------------------------------------------- | ----------------------------- | ------ | ------------------------------------------------------ |
| Hoofdingang van de algemene begraafplaats              | Erfscheiding              | 1916      |                                         | Kleverlaan 1 (Hoofdingang - behoort bij complex Alg. Begraafplaats) | 52° 23' 42" NB, 4° 38' 20" OL | 513286 | Meer afbeeldingen                                      |
| Toegangshek (noordelijke ingang)                       | Erfscheiding              | 1828 (?)  |                                         | Schoterweg (behoort bij complex Kleverlaan 1)                       | 52° 23' 51" NB, 4° 38' 28" OL | 513287 | Meer afbeeldingen                                      |
| Toegangshek (zuidelijke ingang)                        | Erfscheiding              | 1928 (?)  |                                         | Schoterweg (behoort bij complex Kleverlaan 1)                       | 52° 23' 51" NB, 4° 38' 28" OL | 513288 | Meer afbeeldingen                                      |
| Abri                                                   | Transport                 | 1916      | L.A. Springer                           | Kleverlaan bij 1                                                    | 52° 23' 40" NB, 4° 38' 26" OL | 513289 | Meer afbeeldingen                                      |
| Mausoleum                                              | Begraafplaats en -onderdl | 1893      | J. Leijh                                | Kleverlaan bij 1                                                    | 52° 23' 51" NB, 4° 38' 28" OL | 513290 | Meer afbeeldingen                                      |
| Steenhouwershuisje                                     | Opslag                    | 1887-1889 | J. Leijh                                | Kleverlaan bij 1                                                    | 52° 23' 51" NB, 4° 38' 32" OL | 513291 | Meer afbeeldingen                                      |
| Graf C. Outshoorn                                      | Begraafplaats en -onderdl | 1875-1876 | E. Lacomblé                             | Kleverlaan bij 1 (grafnummer A13-I)                                 | 52° 23' 43" NB, 4° 38' 26" OL | 513292 | Meer afbeeldingen                                      |
| Kapel                                                  | Kapel                     | 1832      | J.D. Zocher jr.                         | Kleverlaan bij 1                                                    | 52° 23' 40" NB, 4° 38' 26" OL | 513293 | Meer afbeeldingen                                      |
| Joodse Begraafplaats Kleverlaan                        | Begraafplaats en -onderdl | 1830      |                                         | Kleverlaan bij 1                                                    | 52° 23' 40" NB, 4° 38' 26" OL | 513294 | Meer afbeeldingen                                      |
| Eenvoudig smal rechtopstaand grafteken J.D. Zocher jr. | Begraafplaats en -onderdl | 1870      |                                         | Kleverlaan bij 1 (grafnummer E19)                                   | 52° 23' 40" NB, 4° 38' 26" OL | 513295 | Eenvoudig smal rechtopstaand grafteken J.D. Zocher jr. |
| Eenvoudig smal rechtopstaand grafteken L.P. Zocher     | Begraafplaats en -onderdl | 1915      |                                         | Kleverlaan bij 1 (grafnummer R17)                                   | 52° 23' 40" NB, 4° 38' 26" OL | 513296 | Eenvoudig smal rechtopstaand grafteken L.P. Zocher     |
| Gietijzeren knuppelbrug                                | Brug                      | 1889      | J.D. Zocher jr.                         | Kleverlaan bij 1                                                    | 52° 23' 51" NB, 4° 38' 28" OL | 513297 | Meer afbeeldingen                                      |
| Graf Jaap Eden                                         | Begraafplaats en -onderdl | 1925      | Aug. Falise                             | Kleverlaan bij 1                                                    | 52° 23' 44" NB, 4° 38' 20" OL | 513298 | Meer afbeeldingen                                      |
| Parkaanleg                                             | Tuin, park en plantsoen   | 1828-1916 | J.D. Zocher, L.P. Zocher, L.A. Springer | Kleverlaan bij 1                                                    | 52° 23' 40" NB, 4° 38' 26" OL | 513299 | Meer afbeeldingen                                      |
| Grafmonument J. Outshoorn                              | Begraafplaats en -onderdl | 1857      |                                         | Kleverlaan bij 1 (grafnummer A13-II)                                | 52° 23' 43" NB, 4° 38' 26" OL | 513300 | Meer afbeeldingen                                      |

Centrum:
Bakenessergracht ·
Frankestraat ·
Gedempte Oude Gracht ·
Gierstraat ·
Groot Heiligland ·
Grote Houtstraat ·
Grote Markt ·
Jansstraat ·
Kenaupark ·
Klein Heiligland ·
Kleine Houtstraat ·
Kleine Houtweg ·
Koningstraat ·
Nieuwe Gracht ·
Parklaan ·
Spaarnwouderbuurt ·
Wilhelminastraat ·
Zijlstraat

Zuid-West:
Florapark ·
Floraplein ·
Wagenweg 

Haarlem-Oost

Schalkwijk

Noord:
Begraafplaats Kleverlaan ·
Spaarndam 